# Scott McGill
Scott McGill (* 27. Januar 2002 in Edinburgh) ist ein schottischer Fußballspieler, der zuletzt bei den Raith Rovers unter Vertrag stand.

## Karriere
Scott McGill wurde in der schottischen Hauptstadt Edinburgh geboren. Er wuchs im Stadtteil Gorgie auf und besuchte die Broughton High School in Edinburgh. Seine Fußballkarriere begann McGill beim Tynecastle FC, bevor er im Jahr 2014 in die U17-Mannschaft von Heart of Midlothian wechselte. Im Juni 2018 unterschrieb er seinen ersten Profivertrag beim Verein. Er gab sein Debüt für die „Hearts“ am 10. Oktober 2020 bei einem 1:0-Sieg im Ligapokal gegen Cowdenbeath. Bis in den November 2020 kam er in der Gruppenphase des Ligapokals gegen die Raith Rovers und dem FC East Fife auf zwei weitere Einsätze. Sein Ligadebüt gab er in der 2. Liga am 20. April 2021 bei einem torlosen Unentschieden gegen Greenock Morton. Mit den „Hearts“ wurde McGill am Ende der Saison 2020/21 Zweitligameister und stieg in die Premiership auf.
Am 21. Juli 2021 wechselte er als Leihgabe bis Januar 2022 zum schottischen Drittligisten Airdrieonians FC. McGill erzielte bei seinem Debüt im Ligapokal für Airdrie ein Tor, als der Lanarkshire-Derby-Rivale FC Motherwell überraschend mit 2:0 besiegt wurde. Die eigentlich bis Januar geplante Leihe wurde später bis zum Ende der Saison verlängert.
Im März 2022 verlängerte McGill seinen Vertrag bei den „Hearts“.
Nach einer Leihe zu den Raith Rovers unterschrieb McGill im Sommer 2023 einen dauerhaften Vertrag bei diesen.